# Micaela Schmidt
Micaela Schmidt (* 25. Februar 1970 in Karl-Marx-Stadt) ist eine ehemalige Ruderin aus der Deutschen Demokratischen Republik, die ab 1991 für Deutschland antrat.

## Sportliche Karriere
Die 1,86 m große Ruderin von der SG Dynamo Potsdam belegte bei den DDR-Meisterschaften 1989 mit dem Doppelvierer den dritten Platz. 1990, nun für die Potsdamer Ruder-Gesellschaft startend, erreichte sie bei den DDR-Meisterschaften 1990 zusammen mit Ute Wild den zweiten Platz im Zweier ohne Steuerfrau. Mit dem Achter in der Besetzung Christiane Harzendorf, Micaela Schmidt, Annegret Strauch, Ute Wild, Heike Winkler, Annette Hohn, Ramona Franz, Ute Wagner und Steuerfrau Yvonne Illing gewann sie den letzten DDR-Meistertitel. Bei den Weltmeisterschaften 1990 in Tasmanien erreichte dieser Achter den dritten Platz hinter den Booten aus Rumänien und aus den Vereinigten Staaten.
Nach der deutschen Wiedervereinigung ruderte Micaela Schmidt 1991 im Vierer ohne Steuerfrau und im Achter auf den zweiten Platz bei den deutschen Rudermeisterschaften, 1992 belegte sie mit dem Vierer den dritten Platz und ruderte mit dem Achter erneut auf den zweiten Platz. 1993 gewann sie ihren ersten Meistertitel nach 1990 im Achter und belegte mit dem deutschen Achter den dritten Platz bei den Weltmeisterschaften. 1994 gewann sie mit dem Achter und mit dem Vereins-Vierer des Ruderverein Saarbrücken gleich zwei deutsche Meistertitel, wobei im Saarbrücker Vierer neben Stefani Werremeier mit Christiane Harzendorf, Ute Wagner und Micaela Schmidt gleich drei Ruderinnen saßen, die 1990 im letzten DDR-Achter gerudert hatten. Bei den Weltmeisterschaften 1994 in Indianapolis siegte der deutsche Frauenachter. 1995 gewann Micaela Schmidt im Achter ihren dritten deutschen Meistertitel in Folge, bei den Weltmeisterschaften 1995 belegte der deutsche Achter den vierten Platz. Zum Abschluss ihrer Karriere belegte Micaela Schmidt den achten Platz im Achter bei den Olympischen Spielen 1996 in Atlanta.